# Alarm für Cobra 11: Crash Time
Alarm für Cobra 11: Crash Time ist das zweite Computerspiel des Entwicklerstudios Synetic aus der Alarm-für-Cobra-11-Reihe. Es ist thematisch und stilistisch an die Fernsehserie Alarm für Cobra 11 – Die Autobahnpolizei angelehnt.

## Spielprinzip
Der Spieler übernimmt die Rolle eines der beiden Autobahnpolizisten Semir Gerkhan oder Chris Ritter. Welchen Charakter der Spieler genau übernimmt, hängt von dem Verlauf der aktuellen Mission ab. In neun verschiedenen Missionen erleben die Polizisten entweder ein Verbrechen mit oder werden von der Zentrale beauftragt, einen Fall zu lösen. Wie in den TV-Folgen gibt es auch im Spiel immer wieder Verfolgungsjagden und Schießereien. Außerdem werden sie ab und zu von Hartmut gebeten, neue Technologien, wie z. B. eine unter das Auto montierte Drohne, zu testen.
Jede Mission lässt sich in drei Schwierigkeitsgraden durchspielen. Durch diese Gradauswahl lässt sich allerdings nur die Zeit, die für die Lösung der Mission zur Verfügung steht, ändern.

### Autos
Die spielbaren Autos sind allesamt an existierende Autos angelehnt und teilweise auch Mischungen zwischen verschiedenen Typen, nur Seat ist als Marke aufgrund von Sponsorings im Spiel vertreten. Selbst tunen oder lackieren kann man die Autos nicht.
- Semir: Front BMW E90; Heck BMW E46
- Chris: Mercedes-Benz C 209
- Monsun: Front VW Passat B5; Heck Audi V8/Audi 200
- Sportwagen: Ferrari 360
- Saphir: Toyota Supra MKIV
- Grandsport: Porsche 997
- Executive: Audi A8 D3 (Auch als Stretch-Limousine verfügbar)
- MPV: Opel Zafira B
- Transporter: Ford Transit 5
- Spürpanzer: Transportpanzer Fuchs

Des Weiteren lassen sich auch ein Formel-1-Wagen und ein Reisebus fahren.
Die nicht-spielbaren, von der Künstlichen Intelligenz gesteuerten Wagen sind ebenfalls an real existierende Autos angelehnt.

## Technik
Das Spiel baut für die Rennszenen auf der Engine von Mercedes-Benz World Racing auf, allerdings wurde sie mit einem Zusatz namens „Pathfinder“ versehen, der es Autos der KI erlaubt, bei Verfolgungsjagen einen eigenen Weg zu finden, sodass bei Verfolgungsjagden Abwechslung entsteht. Wie in vielen Computerspielen dieses Genres sind auch in Crash Time Cheats und Easter Eggs vorhanden. So wird bei Eingabe von „nitro“ auf der Tastatur mitten im Spiel der Tank der Lachgaseinspritzung wieder aufgefüllt und bei Eingabe von „thestreetisnotenough“ (Die Straße ist nicht genug) lässt sich der fehlende „Freie Fahrt“-Modus ersetzen, da dann von der vorgegebenen Route abgewichen werden kann. Fährt man zu schnell gegen ein anderes Auto, explodiert dieses. Besonders in der Wiederholung wird sichtbar, dass unter den herumfliegenden Teilen auch Schraubenschlüssel und Legosteine sind. Die Spielwelt wurde detailgetreu gestaltet: Auf Paletten, die die LKW geladen haben, ist vermerkt: Rückgabepflichtig. Auf einer Werbetafel im Spiel lässt sich außerdem ein Entwickler darüber aus, dass die Computer von Synetic zu langsam für seine Arbeit seien und dass er noch zu viel Arbeit zu erledigen habe.

## Rezeption
Das Spiel wurde von der Spielepresse gelobt, allerdings fehlt vielen Rezensenten der Bezug zur TV-Serie. Nico Klein von spieletipps.de schreibt zu Crash Time:

„[...] Wenn man mal die Cobra 11 Erwartung weglässt, dann findet ihr ein richtig gutes Autobahnraserspiel vor, besser als die meisten anderen Spiele dieser Art. [...] Fans der Serie können sich unbesorgt hinters Lenkrad klemmen.“

Er vergab 74 von 100 möglichen Punkten.

Stefan Brauner von GamingCore lobt die Grafik und Detailgenauigkeit, vermisst aber eine bessere Umsetzung:

„Trotz vieler kleiner Kritikpunkte bietet Alarm für Cobra 11 - Crash Time ein grafischer und vor allem spielerischer Fortschritt im Vergleich zum Vorgänger. Durch mehr Abwechslung entsteht nun auch etwas mehr Spielmotivation.“